# Jilinella
Jilinella es un género de foraminífero bentónico de la familia Ozawainellidae, de la superfamilia Fusulinoidea, del suborden Fusulinina y del orden Fusulinida. Su especie tipo es Jilinella miaolingensis. Su rango cronoestratigráfico abarcaba el Cisulariense (Pérmico inferior).

## Discusión
Clasificaciones más recientes incluyen Jilinella en la superfamilia Ozawainelloidea, y en la subclase Fusulinana de la clase Fusulinata.

## Clasificación
Jilinella incluye a la siguiente especie:
- Jilinella miaolingensis †